# Stachys lanigera
Stachys lanigera là một loài thực vật có hoa trong họ Hoa môi. Loài này được (Bornm.) Rech.f. miêu tả khoa học đầu tiên năm 1941.